# Ira Levin
Ira Levin (27. august 1929 – 12. november 2007) var en amerikansk forfatter, der især er kendt for en række romaner, der er blevet filmatiseret med stor succes.

## Biografi
Ira Levin stammede fra Manhattan i New York City og gik her på New York University, hvorfra han tog eksamen i filosofi og engelsk. Efter endt uddannelse begyndte han at skrive til blandt andet tv, og snart skrev han sit første teaterstykke. Allerede med denne og den første roman, Et kys før døden, blev Levin en anerkendt forfatter.
I privatlivet var han gift og fraskilt to gange og var far til tre børn.

## Filmatiseringer
- The Stepford Wives (løst baseret) (2004)
- Sliver (1993)
- Dødsfælden (1982)
- Drengene fra Brasilien (1978)
- The Stepford Wives (1975)
- Rosemary's Baby (1968)